# Наджар-Кола (Амоль)
Наджар-Кола (перс. نجاركلا) — село в Ірані, у дегестані Челав, у Центральному бахші, шагрестані Амоль остану Мазендеран. За даними перепису 2006 року, його населення становило 46 осіб, що проживали у складі 13 сімей.

## Клімат
Середня річна температура становить 15,50 °C, середня максимальна – 29,23 °C, а середня мінімальна – 2,32 °C. Середня річна кількість опадів – 1056 мм.
| Клімат поселення                              | Клімат поселення | Клімат поселення | Клімат поселення | Клімат поселення | Клімат поселення | Клімат поселення | Клімат поселення | Клімат поселення | Клімат поселення | Клімат поселення | Клімат поселення | Клімат поселення | Клімат поселення |
| Показник                                      | Січ.             | Лют.             | Бер.             | Квіт.            | Трав.            | Черв.            | Лип.             | Серп.            | Вер.             | Жовт.            | Лист.            | Груд.            |                  |
| Середній максимум, °C                         | 11,26            | 11,01            | 12,64            | 17,64            | 21,86            | 26,63            | 29,23            | 29,20            | 26,19            | 21,97            | 17,20            | 13,04            |                  |
| Середня температура, °C                       | 6,91             | 6,66             | 8,29             | 13,31            | 17,51            | 22,30            | 24,92            | 24,89            | 21,88            | 17,66            | 12,88            | 8,74             |                  |
| Середній мінімум, °C                          | 2,56             | 2,32             | 3,95             | 8,97             | 13,18            | 17,97            | 20,62            | 20,58            | 17,58            | 13,34            | 8,58             | 4,43             |                  |
| Норма опадів, мм                              | 90               | 79               | 75               | 42               | 45               | 38               | 27               | 55               | 123              | 205              | 153              | 124              |                  |
| Середньомісячна швидкість вітру, м/с          | 2.14             | 2.50             | 2.57             | 2.42             | 2.30             | 2.18             | 2.40             | 2.17             | 2.00             | 2.12             | 2.13             | 2.27             |                  |
| Середньомісячна сонячна радіація, кДж/м²·день | 8028             | 10003            | 12038            | 15670            | 19469            | 21063            | 21260            | 18403            | 14974            | 11325            | 9343             | 7489             |                  |
| --------------------------------------------- | ---------------- | ---------------- | ---------------- | ---------------- | ---------------- | ---------------- | ---------------- | ---------------- | ---------------- | ---------------- | ---------------- | ---------------- | ---------------- |
| Джерело:                                      |                  |                  |                  |                  |                  |                  |                  |                  |                  |                  |                  |                  |                  |